# Johann Martin Hehn
Johann Martin Hehn (Römershofen, 1743. augusztus 31. – Otepää, 1793. június 16.) német-észt evangélikus lelkész, író, az első világi tartalmú észt könyv szerzője.

## Élete
Apja földműves és polgármester volt. A coburgi Casimirianum hallgatója volt, ezután a Hallei Egyetemen hallgatott teológiát. 1769-ben vette feleségül Luise Dorothea Gadebuscht, Friedrich Konrad Gadebusch livóniai történész lányát, akitől két fia született. Dorpatban 1766 és 1769 közt a városi iskola rektora, 1769 és 1776 közt Szent János-templom diakónusa volt. Később Otepää lelkésze lett, e tisztét haláláig betöltötte. Unokája Victor Hehn kultúrtörténész. Apósa halála után annak mintegy 1500 darab, Livónia történetével foglalkozó irata és levele került a birtokába.

## Fordítás
- Ez a szócikk részben vagy egészben  a   Johann Martin Hehn című német Wikipédia-szócikk ezen változatának fordításán alapul.  Az eredeti cikk szerkesztőit annak laptörténete sorolja fel. Ez a jelzés csupán a megfogalmazás eredetét és a szerzői jogokat jelzi, nem szolgál a cikkben szereplő információk forrásmegjelöléseként.